# John Harbaugh
John William Harbaugh (Toledo, 23 de setembro de 1962) é o treinador principal do Baltimore Ravens da National Football League (NFL). Anteriormente, ele treinou os defensive back do Philadelphia Eagles e serviu como treinador das equipes especiais dos Eagles por nove anos.
Harbaugh e seu irmão mais novo, ex-San Francisco 49ers e agora treinador do Los Angeles Chargers, Jim Harbaugh, são o primeiro par de irmãos na história da NFL a servir como treinadores principais. Jack Harbaugh, pai deles, serviu 45 anos como técnico defensivo, assistente técnico e treinador de running backs na faculdade. John e os Ravens bateram seu irmão, Jim, e os 49ers no Super Bowl XLVII em Nova Orleans em 3 de fevereiro de 2013 por 34 a 31.
Ele levou os Ravens a 173 vitórias (incluindo playoffs) desde que seu trabalho com o time começou em 2008, , o terceiro maior número na NFL nesse período, e superou Brian Billick como treinador com mais vitórias na história da franquia. Em seus dezesseis anos como técnico principal dos Ravens, Harbaugh levou a equipe a doze temporadas vencedoras. Suas 22 aparições em jogos de playoffs são as segundas maiores de qualquer técnico principal da NFL desde 2008. Ele também é o único técnico principal na história da NFL a vencer um jogo de playoffs em seis das primeiras sete temporadas de uma carreira de técnico e tem o maior número de vitórias em playoffs fora de casa por um técnico principal (8). Além do Super Bowl XLVII, Harbaugh levou os Ravens a cinco títulos da AFC North e quatro participações na Final da AFC.

## Primeiros anos
Harbaugh nasceu em Toledo, Ohio, filho de Jacqueline e Jack Harbaugh. Sua mãe é de descendência meio-siciliana e meio-polonesa e seu pai tem ascendência irlandesa e alemã.
Harbaugh formou-se na Pioneer High School em Ann Arbor, Michigan. Harbaugh freqüentou a Universidade de Miami e jogou Futebol americano universitário como um defensive back na Universidade de Miami, onde se formou em 1984.

## Carreira como treinador

### Universidade
Harbaugh trabalhou como assistente em Western Michigan (1984-1987), Universidade de Pittsburgh (1987), Morehead State (1988), Cincinnati (1989-1996) e Indiana (1997).

### Assistente do Philadelphia Eagles
Ele foi contratado pela primeira vez na NFL em 1998 pelo então treinador do Philadelphia Eagles, Ray Rhodes, e foi um dos quatro treinadores assistentes contratados pelo novo treinador Andy Reid em 1999. Como tal, ele esteve na árvore de treinamento de Sid Gillman. Em 2004, ele foi mencionado como um possível candidato para substituir Gary Darnell como treinador principal em Western Michigan, onde ele obteve um mestrado e foi assistente de 1984 a 1987.
Em 2007, depois de servir como treinador das equipes especiais dos Eagles por nove anos, ele se tornou treinador de defensive back. Isso satisfez seu pedido ao treinador Reid e melhorou suas chances de conseguir um emprego como treinador principal, já que os executivos da época viam os técnicos das equipes especiais como não qualificados para subir ao comando técnico.

### Treinador principal do Baltimore Ravens
Em 19 de janeiro de 2008, Harbaugh foi apontado como o terceiro treinador do Baltimore Ravens depois que Jason Garrett, a primeira escolha da equipe, decidiu ficar no Dallas Cowboys depois de receber um aumento e uma promoção para o cargo de assistente técnico. Ele não foi considerado um dos favoritos para o cargo, porque não tinha experiência de treinador em qualquer nível e nunca tinha sido um coordenador ofensivo ou defensivo na NFL. Ele impressionou o dono da equipe, Steve Bisciotti, e o vice-presidente/Gerente Geral, Ozzie Newsome. O treinador do New England Patriots, Bill Belichick, também recomendou Harbaugh a Bisciotti por telefone durante o processo de entrevista.
Em sua primeira temporada como treinador principal, Harbaugh guiou os Ravens para uma campanha de 11-5 na temporada regular, bom o suficiente para qualificá-los para os playoffs como um time de wild card. Nos playoffs, ele liderou a equipe para vitórias sobre o Miami Dolphins e o Tennessee Titans, antes de perder para o Pittsburgh Steelers no AFC Championship Game.

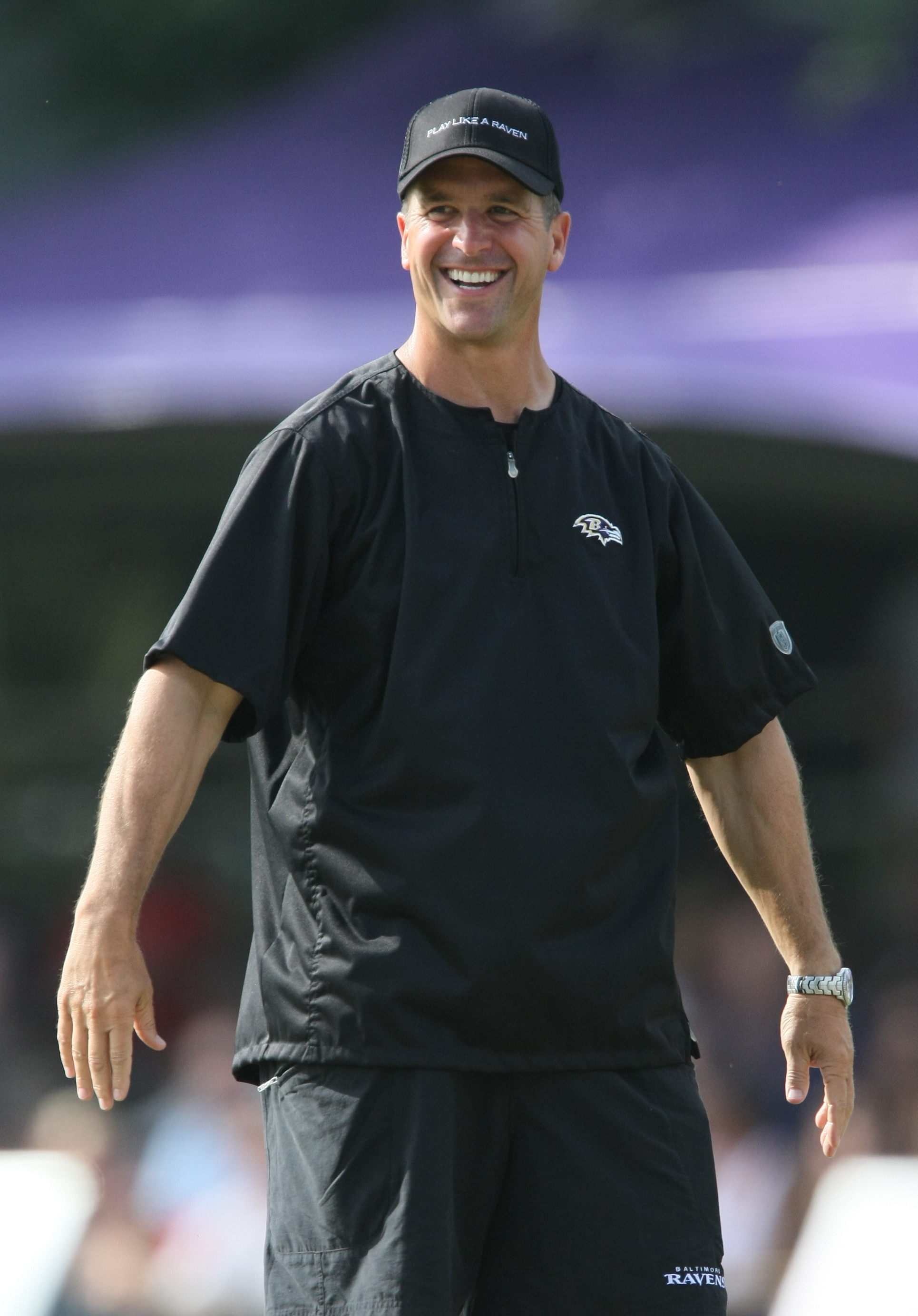
Harbaugh nos treinos dos Ravens em 2009

Em sua segunda temporada como treinador dos Ravens, ele mais uma vez levou o time para os playoffs com uma campanha de 9-7 durante a temporada regular e melhorou sua performance nos playoff para 3-1 com uma vitória sobre o New England Patriots no Wild Card em 10 de janeiro de 2010 antes de perder no Divisional Round para o Indianapolis Colts.
Ele mais uma vez levou os Ravens aos playoffs em 2010, derrotando o Kansas City Chiefs no wild card em 9 de janeiro de 2011, antes de perder para o Pittsburgh Steelers no Divisional Round por 31-24 em 15 de janeiro, após começar o segundo tempo com uma vantagem de 14 pontos.
Harbaugh assinou uma extensão de três anos em 14 de fevereiro de 2011 que o manteve sob contrato até 2014. Os Ravens terminaram 2011 com uma campanha de 12–4, vencendo a AFC North. Eles perderam o AFC Championship Game para o New England Patriots por 23-20.
John enfrentou seu irmão mais novo Jim no Dia de Ação de Graças de 2011, quando os Ravens de John derrotaram o San Francisco 49ers de Jim por 16-6.
O Baltimore Ravens de 2012 encontrou novamente os Patriots na Final da AFC e vingou-se com uma vitória por 28-13. Foi a primeira vez que Tom Brady e Bill Belicheck perdeu um jogo em casa depois de liderar no intervalo. John teria a oportunidade de enfrentar o irmão Jim e os 49ers no Super Bowl XLVII em 3 de fevereiro de 2013. Muitos classificaram o Super Bowl XLVII como o "Harbowl". Os Ravens foram vitoriosos, derrotando os 49ers por 34–31.
Em 2012, Harbaugh foi premiado com a terceira maior honraria do Departamento de Prêmios do Exército Civil, o Outstanding Civilian Service Award, por contribuições substanciais para a comunidade do Exército Americano, enquanto servia como treinador do Baltimore Ravens. Ele foi selecionado para ser incluído no "Cradle of Coaches" da Universidade de Miami em 2013.
Em 5 de setembro de 2013, uma hora antes dos Ravens jogarem no jogo de abertura da temporada regular da NFL, foi relatado que Harbaugh havia assinado uma prorrogação de contrato de quatro anos em um acordo que foi alcançado "meses atrás".
No Wild Card da AFC de 2014, os Ravens de Harbaugh venceram o Pittsburgh Steelers no Heinz Field com uma vitória dominante por 30-17, que foi a primeira vitória dos Ravens nos playoffs contra os Steelers na história da franquia. No entanto, na semana seguinte, os Ravens perderam por 35-31 para o New England Patriots. Depois do jogo, Harbaugh se queixou das táticas pouco comuns, mas legais, dos Patriots de declarar os recebedores elegíveis e inelegíveis, dizendo: "Foi claramente um engano".
Em 2015, Harbaugh teve sua primeira temporada perdida com os Ravens. Os Ravens perderam muitos jogos próximos e jogadores-chave como Joe Flacco, Justin Forsett, Steve Smith Sr., Eugene Monroe e Terrell Suggs sofreram lesões que acabaram com suas temporadas. Eles terminaram em terceiro lugar na AFC North com uma campanha de 5-11.
Em 28 de agosto de 2017, Harbaugh assinou uma extensão de contrato de um ano, mantendo-o sob contrato até a temporada de 2019. Na temporada de 2017, os Ravens terminaram com um recorde de 9–7, mas perderam os playoffs. Na temporada de 2018, Harbaugh levou os Ravens a um recorde de 10–6 e venceu a AFC North. A temporada contou com a ascensão de Lamar Jackson como o quarterback do time. Os Ravens enfrentaram o Los Angeles Chargers no Wild Card e perderam por 23–17.
Em 24 de janeiro de 2019, Harbaugh assinou uma extensão de contrato de quatro anos, mantendo-o sob contrato até a temporada de 2022. Durante a temporada de 2019, Harbaugh levou os Ravens a um recorde de 14–2 na temporada regular. Na Rodada Divisional contra o Tennessee Titans, os Ravens perderam o jogo por 28–12. Por seu trabalho durante a temporada de 2019, Harbaugh foi homenageado como o Treinador do Ano da NFL pela AP.
Na temporada de 2020, Harbaugh levou os Ravens a um segundo lugar na AFC North com um recorde de 11–5, uma vaga no Wild Card e sua primeira vitória em playoffs desde a temporada de 2014 em uma vitória sobre o Tennessee Titans. A vitória não só ajudou os Ravens a vingar sua derrota embaraçosa no playoff no ano anterior e levou o atual MVP Lamar Jackson à sua primeira vitória na pós-temporada, como também quebrou o recorde da NFL de mais jogos de playoffs fora de casa vencidos. Na Rodada Divisional, os Ravens caíram para o Buffalo Bills por 17–3.
Na temporada de 2021, Harbaugh levou os Ravens a um início de 8–3 na Semana 12. No entanto, devido a lesões e dificuldades defensivas, os Ravens sofreram um colapso no final da temporada, caindo para uma sequência de seis derrotas consecutivas para encerrar a temporada com um recorde de 8-9 e fora dos playoffs. Foi a primeira vez desde 2015 que os Ravens tiveram uma temporada perdedora sob comando de Harbaugh, e a primeira vez que terminaram em quarto lugar na AFC North desde 2007.
Em 29 de março de 2022, Harbaugh assinou uma extensão de três anos com os Ravens que vai até a temporada de 2025. Em 11 de dezembro de 2022, Harbaugh e o técnico do Pittsburgh Steelers, Mike Tomlin, tiveram 32º confronto e superaram Curly Lambeau e Steve Owen com o segundo maior número de confrontos diretos entre os técnicos principais na história da NFL (o recorde atual é detido por Lambeau e George Halas com 49). Os Ravens terminaram com um recorde de 10–7 e ganharam uma vaga no Wild Card. Eles caíram para o Cincinnati Bengals no Wild Card por 24–17.
Na temporada de 2023, Harbaugh levou os Ravens a uma marca de 13–4 na temporada regular e venceu a AFC North. Os Ravens derrotaram o Houston Texans por 34–10 no Divisional Round antes de cair para os Chiefs por 17–10 no AFC Championship Game.

## Performance como treinador principal
| Time  | Ano   | Temporada regular | Temporada regular | Temporada regular | Temporada regular | Pós-Temporada | Pós-Temporada | Pós-Temporada                                                |
| Time  | Ano   | Vitória           | Derrota           | Empate            | Classificação     | Vitória       | Derrota       | Resultado                                                    |
| ----- | ----- | ----------------- | ----------------- | ----------------- | ----------------- | ------------- | ------------- | ------------------------------------------------------------ |
| BAL   | 2008  | 11                | 5                 | 0                 | 2º na AFC North   | 2             | 1             | Derrota para o Pittsburgh Steelers no AFC Championship Game  |
| BAL   | 2009  | 9                 | 7                 | 0                 | 2º na AFC North   | 1             | 1             | Derrota para o Indianapolis Colts no AFC Divisional Game     |
| BAL   | 2010  | 12                | 4                 | 0                 | 2º na AFC North   | 1             | 1             | Derrota para o Pittsburgh Steelers no AFC Championship Game  |
| BAL   | 2011  | 12                | 4                 | 0                 | 1º na AFC North   | 1             | 1             | Derrota para o New England Patriots no AFC Championship Game |
| BAL   | 2012  | 10                | 6                 | 0                 | 1º na AFC North   | 4             | 0             | Campeão do Super Bowl XLVII                                  |
| BAL   | 2013  | 8                 | 8                 | 0                 | 3º na AFC North   | —             | —             | —                                                            |
| BAL   | 2014  | 10                | 6                 | 0                 | 3º na AFC North   | 1             | 1             | Derrota para o New England Patriots no AFC Divisional Game   |
| BAL   | 2015  | 5                 | 11                | 0                 | 3º na AFC North   | —             | —             | —                                                            |
| BAL   | 2016  | 8                 | 8                 | 0                 | 2º na AFC North   | —             | —             | —                                                            |
| BAL   | 2017  | 9                 | 7                 | 0                 | 2º na AFC North   | —             | —             | —                                                            |
| BAL   | 2018  | 10                | 6                 | 0                 | 1º na AFC North   | —             | —             | Derrota para o Los Angeles Chargers no AFC Wild Card Game    |
| BAL   | 2019  | 14                | 2                 | 0                 | 1º na AFC North   | —             | —             | Derrota para o Tennessee Titans no AFC Divisional Game       |
| BAL   | 2020  | 11                | 5                 | 0                 | 2º na AFC North   | —             | —             | Derrota para o Buffalo Bills no AFC Divisional Game          |
| BAL   | 2021  | 8                 | 9                 | 0                 | 4º na AFC North   | —             | —             | —                                                            |
| BAL   | 2022  | 10                | 7                 | 0                 | 2º na AFC North   | —             | —             | Derrota para o Cincinnati Bengals no AFC Wild Card Game      |
| BAL   | 2023  | 13                | 4                 | 0                 | 1º na AFC North   | —             | —             | Derrota para o Kansas City Chiefs no AFC Championship Game   |
| Total | Total | 160               | 99                | 0                 |                   | 12            | 10            |                                                              |

## Vida pessoal
Harbaugh é um católico romano devoto. Ele é casado com Ingrid Harbaugh e eles têm uma filha, Alison. Ela jogou lacrosse pela Universidade de Notre Dame durante as temporadas universitárias de 2020 a 2024.
O irmão mais novo de Harbaugh, Jim, um ex-quarterback e treinador principal da NFL, é o treinador principal do Los Angeles Chargers. O pai deles, Jack, é um ex-treinador principal de futebol americano na Western Michigan University e na Western Kentucky University. A irmã de John, Joani, é casada com Tom Crean, o ex-treinador principal de basquete masculino da Universidade de Indiana e da Universidade da Georgia. John foi colega de quarto do falecido Brian Pillman da WCW, ECW e WWE enquanto estava na Universidade de Miami.